# Avraham Kalmanowitz
Avraham Kalmanowitz (8 mars 1887, Delyatitz, Minsk, Biélorussie-15 février 1964, Miami Beach, Floride, États-Unis) est un rabbin américain originaire de Biélorussie, Rosh yeshiva de la Yechiva de Mir à Brooklyn, New York de 1946 à 1964.

## Éléments biographiques
Avraham Kalmanowitz est né le 8 mars 1887 à  Delyatitz, dans la province de Minsk en Biélorussie.